# Йозеф Мокер
Йозеф Мокер (на немски: Josef Mocker) е чешки архитект и реставратор.
Роден е на 22 ноември 1835 година в Цитолиби в немскоезично семейство. Завършва Виенската академия за изящни изкуства и през следващите години се налага като водещ реставратор на стари готически сгради в Чехия, като става известен и с пуристкото си отношение към готиката. Сред работите му са възстановяването на множество църкви и замъци в цялата страна, както и на комплекса на Карловия университет и катедралата „Свети Вит (катедрала)“ в Прага.
Йозеф Мокер умира на 15 ноември 1899 година в Прага.